# Hokkien mee
Hokkien mee (pronunciado hokkien mi, a veces también escrito como hokkienmee, chino tradicional: 福建麵, simplificado: 福建面, fideos de Fujian) es un plato que hace referencia a fideos fritos elaborados al estilo fujian, este plato se consume fundamentalmente en Malasia y Singapur. Parece ser que fue exportado por los inmigrantes chinos de la Provincia de Fujian. 

## Tipos de Hokkien mee
Existen dos tipos de hokkien mee: hokkien hae mee y hokkien char mee. El hokkien hae mee (lit. fideos con gambas de Fujian) se sirve por regla general en Penang y Singapur mientras que el hokkien char mee (fideos fritos de Fujian) se sirve en Kuala Lumpur y en el valle de Klang. El plato se refiere comúnmente como hokkien mee, dependiendo de la localidad, hokkien mee puede ser tanto hokkien hae mee o hokkien char mee. Por ejemplo, hokkien mee en Kuala Lumpur se refiere a hokkien char mee.
| Hokkien hae mee (fideos con gambas)                                                                                    | Hokkien char mee (fideos fritos)        |
| --- | --------------------------------------- |
| Se refiere a los fideos de Penang                                                                                      | Se refiere a los fideos de Kuala Lumpur |
| similares a una sopa y stir fried (Singapur)                                                                           | Stir fried                              |
| Fideos de huevo y fideos de arroz                                                                                      | Fideos de huevo                         |
| No se emplea salsa de soja                                                                                             | se emplea salsa de soja                 |
| Gambas con tiras de cerdo, calamar y pastel de pescado. Kang Kong (espinaca de agua) es la versión más común en Penang | carne de cerdo picada, calamares y col  |